# モニカ・ツィング
モニカ・ツィング（ドイツ語: Monika Zingg、1943年3月11日 - ）は、スイス出身のフィギュアスケート選手（女子シングル）。
1964年インスブルックオリンピックスイス代表。

## 主な戦績
| 大会/年      | 1963-64 |
| ------------ | ------- |
| オリンピック | 27      |
| 欧州選手権   | 16      |